# Caché de CPU

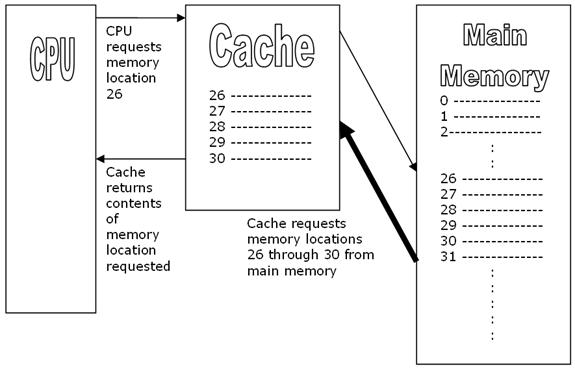
Infografía sobre el proceso realizado

Una caché de CPU es un tipo de memoria intermedia usada por la unidad central de procesamiento (CPU) de una computadora, que tiene como objetivo reducir el tiempo de acceso a la memoria. La caché de CPU es una memoria usualmente más rápida y con un tamaño mucho más reducido que el tamaño de la memoria RAM.En esta memoria se copian los datos más frecuentemente usados de las posiciones de la memoria principal (RAM) . Muchas CPU tienen cachés diferentes e independientes, incluyendo cachés para datos y para instrucciones, donde la caché de datos usualmente se organiza en forma jerárquica con varios niveles (L1, L2, etc).